# Simeon ben Menasya
Simeon ben Menasya (ebraico: שמעון בן מנסיא) (Israele, II secolo – III secolo) era un rinomato saggio ebreo, rabbino Tanna della 5ª generazione (170 - 220 e.v.),.
Usava dividere la sua giornata in tre parti: un terzo dedicato allo studio della Torah, un terzo dedicato alla preghiera ed il rimanente terzo dedicato al lavoro. Creò insieme all'amico Jose ben Meshullam un gruppo chiamato Kehala Kaddisha (ebraico: עדה קדושה) che seguiva lo stesso programma giornaliero.